# 감성채널 21
《감성채널@21》은 대한민국의 KBS에서 제작·방영한 오락 프로그램인데 출연자 능력·외모를 비난하는 사례가 비일비재했다는 지적 뿐 아니라 2000년 11월 1일 방영분에서는 자사 인기 월화 미니시리즈 《가을동화》의 내용을 퀴즈로 푸는 형태로 꾸며져 "시청자들의 시선은 아랑곳 않은 채 홍보에만 급급해 한다"는 지적을 샀고 《멋진 친구들》시즌 1 출연진에 속했던 이휘재 남희석 유재석 등을 보유한 매니지먼트사 싸이더스 측이 계약기간 만료를 이유로 소속 개그맨들을 출연에서 모두 제외시켜 줄 것을 요청함에 따라 2001년 봄 개편부터 《멋진 친구들 Ⅱ》로 제목을 바꾸는 동시에 시간대도 7시 30분으로 바뀌면서 같은 시기 막을 내렸다.

## 개요
정보와 오락이 만나는 21세기형 퓨전 프로그램으로 21세기를 이끌어갈 신세대의 문화 욕구를 충족시키고 건전한 신세대 문화를 유도할 수 있다.

## 결방
- 2001년 2월 21일 : 추리극장 명탐정 Q

## 역대 MC
- 유재석, 이훈, 홍록기, 채시아, 강호동, 김효진, 김종석 등